# Nowe Iganie
Nowe Iganie – wieś w Polsce położona w województwie mazowieckim, w powiecie siedleckim, w gminie Siedlce. Ma status sołectwa. Leży 5 km od centrum Siedlec, nad rzeką Muchawką (dawna Wiśniówka).
W latach 1975–1998 miejscowość administracyjnie należała do województwa siedleckiego.
Przez Nowe Iganie przebiega trasa międzynarodowa E30 Cork – Omsk, której częścią w Polsce jest droga krajowa nr 2 i droga powiatowa do Siedlec i Żelkowa Kolonii.
Wierni Kościoła rzymskokatolickiego należą do parafii Matki Bożej Nieustającej Pomocy w Starym Opolu oraz do Parafii Błogosławionych Męczenników Podlaskich w Siedlcach.
10 kwietnia 1831, w okresie powstania listopadowego, miała tu miejsce bitwa, w której Polacy zwyciężyli wojska rosyjskie. We wsi znajduje się upamiętniający bitwę pomnik odsłonięty 13 września 1931 roku. Imieniem dowódcy bitwy – gen. Ignacego Prądzyńskiego nazwano Zespół oświatowy (szkoła podstawowa i gimnazjum) w Nowych Iganiach.